# Фарах (провінція)
Фарах — провінція на заході Афганістану поблизу з іранським кордоном. Межує з провінціями Герат і Гільменд.

## Райони
- Анар Дара
- Бала Булук
- Баква
- Гулістан
- Кала-і-Ках
- Кхакі Сафед
- Лаш Ва Жувайн
- Пур Чаман
- Пушт Род
- Фарах
- Шиб Кох

## Сусідні провінції
| Афганістан | Це незавершена стаття з географії Афганістану. Ви можете допомогти проєкту, виправивши або дописавши її. |